# Schafik Handal
Schafik Jorge Handal (ur. 14 października 1930 w Usulután, zm. 24 stycznia 2006 w San Salvadorze) – salwadorski lider partyzancki okresu wojny domowej, a następnie polityk.
Syn palestyńskich imigrantów. W latach 1959–1994 był sekretarzem generalnym Komunistycznej Partii Salwadoru. Na przełomie lat 70. i 80. dowódca partyzantki, jeden z inicjatorów zjednoczenia pięciu lewicowych sił opozycyjnych i powołania Frontu Wyzwolenia Narodowego im. Farabundo Martí (FMLN); koordynator prac partii oraz jej lider w Zgromadzeniu Narodowym od 1997 roku.
Z ramienia FMLN kandydował w wyborach prezydenckich w marcu 2004 roku, zajął drugie miejsce, przegrywając zdecydowanie z Antonio Sacą z rządzącej partii ARENA.